# För nit och redlighet i rikets tjänst

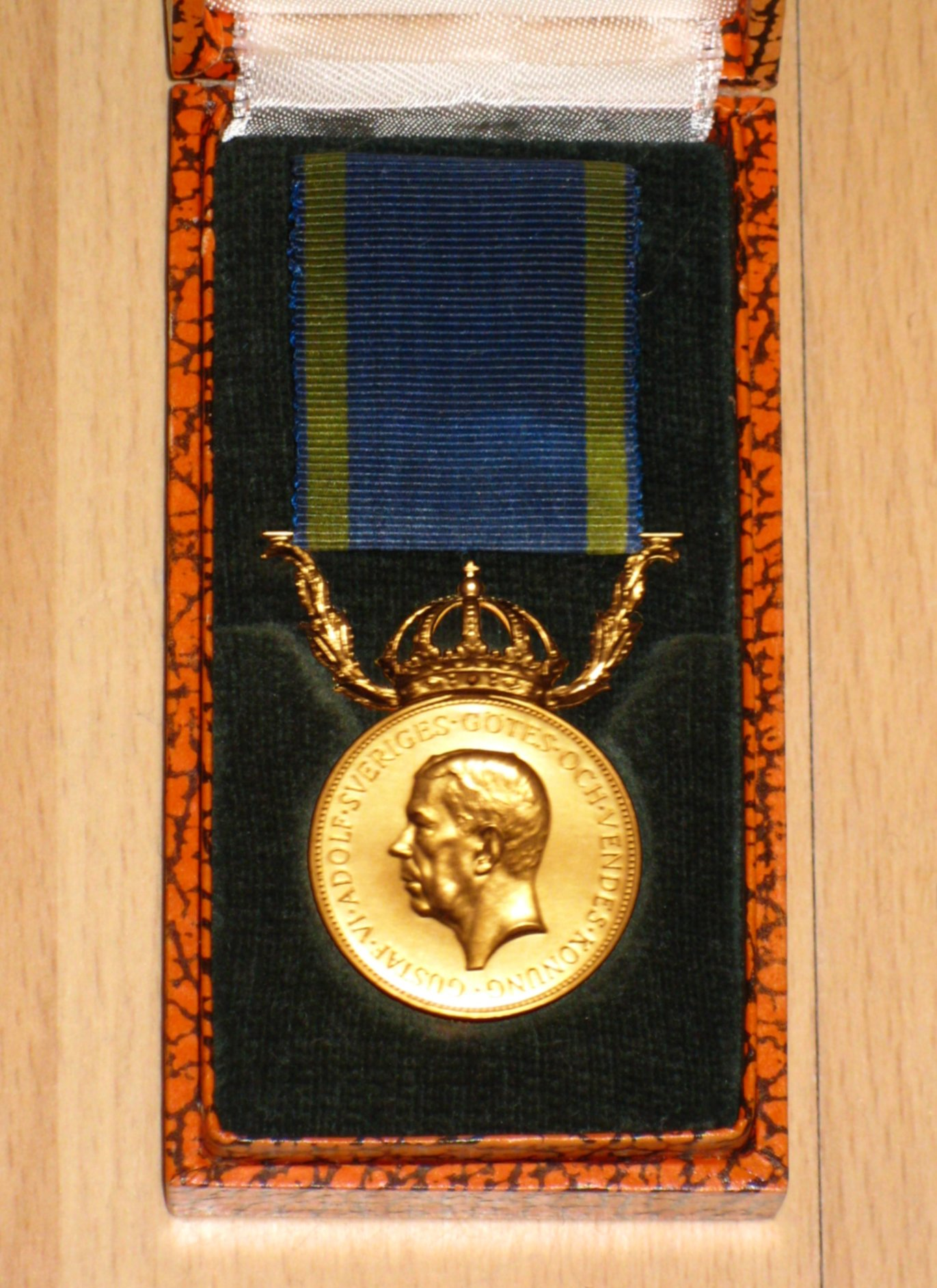
Medaljen För nit och redlighet i rikets tjänst med kung Gustaf VI Adolfs porträtt.

För nit och redlighet i rikets tjänst, vardagligen kallad NOR (officiell medaljförkortning: GMnor), är en svensk statlig belöningsmedalj som kan tilldelas den som varit anställd i svenska staten i 30 år och under tiden visat nit och redlighet i sin tjänst.
Ursprungligen delades medaljen ut av Kungl. Maj:t, det vill säga Sveriges regering. Sedan 1976 är det var och en av de statliga myndigheterna som beslutar om medaljförläning, medan Arbetsgivarverket ansvarar för upphandling av utmärkelsetecknen och ger råd och stöd till myndigheterna vid tillämpningen av den förordning som reglerar utmärkelsen.
Som alternativ till medaljen kan den anställda sedan 1968 i stället välja ett armbandsur och sedan 1980 ett konstföremål i glas. Sedan 1998 har myndigheterna även möjlighet att erbjuda en för verksamheten särskilt anpassad minnesgåva.

## Historia
En medalj med inskriptionen "Hedersbelöning för nit och redlighet i rikets tienst" föreslogs år 1803 av Generaltullarrendesocieteten som belöning för tulltjänstemän. Den godkändes av Kungl. Maj:t den 20 maj samma år, men den första kända utdelningen skedde först 1830, då som en silvermedalj av 8:e storleken.
Den 1 juli 1947 fastställdes att medaljen endast skulle delas ut i guld av 6:e storleken. Tidigare hade den funnits i fyra olika storlekar varav tre av guld och en av silver. Genom ordensreformen 1973 beslutade riksdagen att medaljen skulle vara den enda utmärkelsen att utdelas för statlig tjänst.

## Utseende

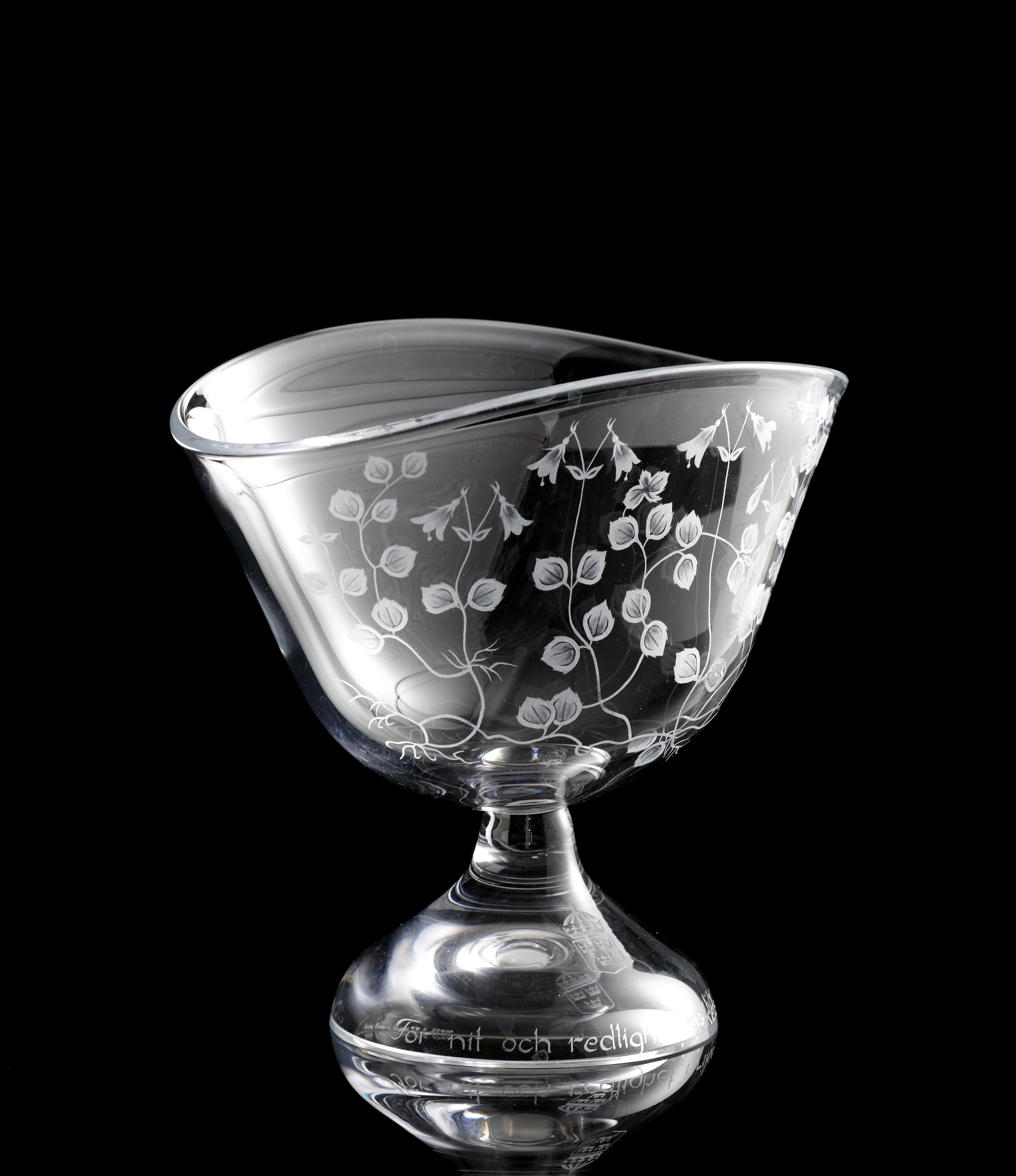
Statstjänstemannaskålen i kristall, formgiven av Lisa Bauer

Medaljen präglas i 23 karats guld, väger 11 gram och har en diameter av 27,5 millimeter ("6:e storleken" enligt den Berchska skalan). Den är krönt av en kunglig krona och bär den regerande monarkens bild. Medaljen bärs på vänstra delen av bröstet i ett 28 millimeter brett, blått band med gula kanter. Bandet är för herrar rakt, för damer en rosett. 
Medaljen är i sitt nuvarande utförande på åtsidan försedd med konung Carl XVI Gustafs porträtt i profil utfört av Ernst Nordin. Frånsidan har texten "För nit och redlighet i rikets tjänst" jämte mottagarens namn och en eklövskrans.
Den som inte vill ha belöning i form av guldmedalj kan välja mellan följande alternativ:
1. En för utmärkelsen speciellt utformad skål i helkristall med gravyrer utförda av Lisa Bauer, på cuppan i form av linneablomster, på foten lilla riksvapnet.[5]
2. En helkristallskål formgiven av Gunnar Cyrén och tillverkad vid Orrefors, märkt med Lilla riksvapnet.
3. En för utmärkelsen skapad glasskulptur av Ernst Billgren tillverkad vid Kosta glasbruk.
4. En för utmärkelsen skapad glasskulptur av Bertil Vallien.
5. En guldklocka från Certina i herr- eller dammodell.[6]
6. Ett till personens verksamhet på särskilt sätt anknutet föremål enligt beslut av den aktuella myndigheten.